# Contea di Curry (Oregon)
La contea di Curry (in inglese Curry County) è una contea dello Stato dell'Oregon, negli Stati Uniti. La popolazione al censimento del 2000 era di 21 137 abitanti. Il capoluogo di contea è Gold Beach.

## Geografia
La contea si trova nel sud-ovest dello Stato e si affaccia sull'Oceano Pacifico.

### Contee confinanti
- Contea di Coos - nord
- Contea di Douglas - nord-est
- Contea di Josephine - est
- Contea di Del Norte (California) - sud

## Storia
La contea fu creata nel 1855 e fu chiamata così in onore di  George Law Curry.

## Comuni

### Cities
- Brookings
- Gold Beach (capoluogo)
- Port Orford

### Census-designated places
- Harbor
- Langlois
- Nesika Beach
- Pistol River
- Wedderburn